# Wereldkampioenschap schaatsen allround kwalificatie 2014 (Noord-Amerika & Oceanië)
De zestiende editie van het kwalificatietoernooi voor de WK allround voor landen uit Noord-Amerika & Oceanië vond plaats op 18 en 19 januari in de Olympic Oval te Calgary, Canada.
De winnaars van de toernooien van 2013 in het Amerikaanse Salt Lake City waren de Canadezen Lucas Makowsky en Ivanie Blondin. Ze werden afgelost door de Amerikaan Edwin Park en de Canadese Brittany Schussler die dit toernooi in 2012 ook had gewonnen.

## Programma
| zaterdag 18 januari                                                     | zondag 19 januari                                                           |
| ----------------------------------------------------------------------- | --------------------------------------------------------------------------- |
| 500 meter vrouwen 3000 meter vrouwen 500 meter mannen 5000 meter mannen | 1500 meter vrouwen 5000 meter vrouwen 1500 meter mannen 10.000 meter mannen |

## Mannen

### Eindklassement
| Rang   | Schaatser      | Land             | 500m      | 5000m       | 1500m       | 10.000m      | Punten  |
| ------ | -------------- | ---------------- | --------- | ----------- | ----------- | ------------ | ------- |
| Goud   | Edwin Park     | Verenigde Staten | 36,52 (1) | 6.32,96 (5) | 1.48,42 (2) | 13.50,44 (3) | 153,478 |
| Zilver | Jordan Belchos | Canada           | 38,60 (5) | 6.31,37 (3) | 1.50,44 (5) | 13.29,24 (1) | 155,012 |
| Brons  | Patrick Meek   | Verenigde Staten | 39,53 (6) | 6.26,28 (1) | 1.49,75 (3) | 13.35,49 (2) | 155,515 |
| 4      | Rémi Beaulieu  | Canada           | 36,54 (2) | 6.57,75 (6) | 1.50,25 (4) | 14.35,15 (4) | 158,822 |
| NS4    | Lucas Makowsky | Canada           | 36,80 (4) | 6.31,83 (4) | 1.48,13 (1) |              | 112,026 |
| NS3    | Mathieu Giroux | Canada           | 36,59 (3) | 6.29,72 (2) |             |              | 75,562  |

## Vrouwen

### Eindklassement
| Rang   | Schaatser          | Land             | 500m      | 5000m       | 1500m       | 10.000m     | Punten  |
| ------ | ------------------ | ---------------- | --------- | ----------- | ----------- | ----------- | ------- |
| Goud   | Brittany Schussler | Canada           | 40,05 (5) | 4.10,66 (1) | 1.57,86 (2) | 7.20,83 (3) | 165,195 |
| Zilver | Ivanie Blondin     | Canada           | 40,01 (4) | 4.11,74 (2) | 2.00,69 (4) | 7.19,03 (1) | 166,099 |
| Brons  | Kali Christ        | Canada           | 40,00 (3) | 4.15,07 (5) | 1.56,92 (1) | 7.42,36 (6) | 167,720 |
| 4      | Anna Ringsred      | Verenigde Staten | 39,91 (2) | 4.18,98 (6) | 1.59,74 (3) | 7.30,98 (5) | 168,084 |
| 5      | Maria Lamb         | Verenigde Staten | 41,69 (7) | 4.12,35 (3) | 2.01,44 (6) | 7.19,30 (2) | 168,158 |
| 6      | Petra Acker        | Verenigde Staten | 41,74 (8) | 4.14,20 (4) | 2.01,64 (7) | 7.24,22 (4) | 169,074 |
| 7      | Shannon Rempel     | Canada           | 39,05 (1) | 4.21,51 (7) | 2.01,00 (5) | 7.55,63 (8) | 170,531 |
| 8      | Jaclyn Rowe        | Verenigde Staten | 41,61 (6) | 4.27,93 (8) | 2.05,26 (8) | 7.51,81 (7) | 175,199 |

## WK startplaatsen
Vanaf het WK allround van 1999 is het aantal deelnemers hieraan door de ISU op 24 vastgesteld. De startplaatsen werden voortaan per continent verdeeld. Op basis van de uitslagen van het WK allround 2013 verwierf Noord-Amerika & Oceanië drie startplaatsen bij de mannen en vijf startplaatsen bij de vrouwen voor het WK allround 2014. De startplaatsen worden aan een land toegekend en hebben daardoor de mogelijkheid een andere deelnemer in te zetten. Deze startplaatsen werden als volgt verdeeld:
|         | 4 | 3      | 2                | 1      |
| ------- | - | ------ | ---------------- | ------ |
| Mannen  |   |        | Verenigde Staten | Canada |
| Vrouwen |   | Canada | Verenigde Staten |        |